# Новосёлки (Ярославль)
Новосёлки — посёлок на южной окраине Ярославля, к югу от жилого района Суздалка. Включает в себя улицы с частными домами, а также многоэтажную (3-10 этажей) жилую застройку.

## География
С севера посёлок граничит с жилым районом Суздалка, с юга — с территорией индустриального парка «Новосёлки». С запада и востока находятся поля и редколесье.
Речка Дунайка с каскадом прудов разделяет посёлок на северную и южную части.
Улицы в посёлке: Новосёлковская, Оранжерейная, Пригородная, Рябиновая, 2-я Технологическая, Рябиновый переулок.

## История
Сельцо Новосёлки известно с середины XVIII века, как одно из владений Спасского монастыря. После секуляризации монастырских земель принадлежало разным владельцам, с 19 века — усадьба Коковцовых.
В советское время на землях сельца находился совхоз «Новосёлки», занимавшийся выращиванием цветов в теплицах. В здании усадьбы после 1919 года квартировался полк, затем поочередно детский сад, библиотека, коммунальные квартиры. До 2011 года на втором этаже особняка располагался филиал ДК «Радий», затем людей эвакуировали в связи с аварийным состоянием здания. В конюшне в советское время также были поселены люди, каждое стойло стало квартиркой для одной семьи. В 2000-х годах конюшни расселили в связи с опасностью обрушения стены.
В состав Ярославля Новосёлки были включены в несколько этапов, начиная с 1980-х годов и заканчивая 2005 годом. При присоединении некоторые улицы посёлка были переименованы, в связи с наличием в городе одноимённых: Запрудная улица — в Оранжерейную, Кленовая и Центральная — в Пригородную, Заречная — в Рябиновую.

## Современность
В посёлке планируется массовая многоэтажная застройка. К 2020 году построено пять 10-этажек в северной части. Началось возведение многоэтажек с восточной стороны посёлка, планируется построить 158 000 м² жилья, плотно застроив 5-16 этажными домами всю территорию до Ивановской улицы (застройщик — муниципальное АО «Ярославльзаказчик»). Также планируется продление через Новосёлки Суздальской улицы до Костромского шоссе.

## Достопримечательности
В посёлке находится бывшая фамильная усадьба графа Владимира Коковцова, премьер-министра России в 1911—1914 годах. Рядом расположен так называемый «барский пруд», интересный тем, что его дно было выложено керамической плиткой ещё в XIX веке, причём часть плиточного покрытия сохранилась до сих пор. В начале 2010-х силами волонтёров пруд, походивший ранее на помойку, впервые с царских времён был почищен.

## Транспорт
- Автобус № 13 (остановки: ул. Суздальская — Машприбор)
- Автобус № 1 (остановки: 5-й микрорайон — ул. Волгоградская)
- Маршрутное такси 94с (остановки: 5 микрорайон — ул. Юности)
- Маршрутное такси № 94 (остановки: 5 микрорайон — ул. Автозаводская)